# Plauen (Vogtland) Oberer Bahnhof
Plauen (Vogtland) Oberer Bahnhof – najważniejsza stacja kolejowa w Plauen, w kraju związkowym Saksonia, w Niemczech. Znajdują się tu 3 perony.